# Девід Б. Вонг
Девід Вонґ (англ. David B. Wong) — американський філософ. Він є професором філософії імені Сьюзен Фокс Бейшер та Джорджа Д. Бейшера в Університеті Дьюка. Вонґ займається етикою, моральною психологією, порівняльною етикою та китайською філософією. Він особливо відомий своїм захистом версії морального релятивізму.
Вонг отримав ступінь доктора філософії в Прінстонському університеті в 1977 році під керівництвом Гілберта Хармана та ступінь бакалавра мистецтв у коледжі Макалестера в 1971 році.
Автор книги «Природна моральність».

## Письменницька творчість
- Natural Moralities (October 2006), Oxford University Press, 2006 (Готуються переклади корейською та китайською мовами).
- "Identifying with the Nonhuman in Early Daoism", Journal of Chinese Philosophy (accepted, 2009). Написано для симпозіуму в Оксфордському університеті в червні 2006 року, теми з порівняльної античної філософії: Грецька та китайська
- "Moral Ambivalence and Relativism", Relativism: A Compendium (accepted, 2009).
- "Cultural Pluralism and Moral Identity", Moral Self-Identity and Character (accepted, 2009).
- "Emotion and the Cognition of Reasons in Moral Motivation", Philosophical Issues (додатковий том з метаетики до Nous (прийнято, 2009)).
- "Translation of 'Zhuangzi and the Obsession with Being Right' into Chinese", Chinese Philosophy in the English-Speaking World (accepted, 2009).

## Зовнішні посилання
- David Wong's Duke page
- David Wong's Book, Natural Moralities
- An in-depth autobiographical interview with David Wong

1. ↑  VIAF — [Dublin, Ohio]: OCLC, 2003.
2. ↑  Catalogue of the Library of the Pontifical University of the Holy Cross
3. ↑  ідентифікатор VIAF